# Cemeteries of London
«Cemeteries of London» es una canción de la banda de rock británica Coldplay. Fue escrita por todos los miembros de la banda para su cuarto álbum, Viva la Vida or Death and All His Friends. La canción es más oscura que las grabaciones anteriores.

## Redacción y composición
La canción está inspirada en historias de fantasmas, como la práctica medieval de quemar brujas. «Cemeteries of London» estuvo influenciado por otros estilos como folk y canciones en español, en una entrevista para NG-Magazine, Will Champion dijo: «Para mí es una canción popular... en su estructura».
Entertainment Weekly imprimió un artículo sobre Coldplay y el nuevo álbum con una referencia a la canción, en esa entrevista el bajista Guy Berryman dijo: «Cuando me imagino la canción en mi cabeza, veo Londres en 1850, un infierno de mucha lluvia y hombres con sombreros de copa». La canción es musicalmente más oscura que la mayoría del trabajo de Coldplay, con un aluvión de ruidos extraños. Chris Martin lo ha descrito como una «marcha fantasma», tiene referencias líricas de temas sobrenaturales y búsqueda religiosa.

## Posiciones en listas
| Lista (2008)     | Mejor posición |
| ---------------- | -------------- |
| UK Singles Chart | 134            |
| Belgian Chart    | 37             |